# Ubá
 (septembre 2024).
Si vous disposez d'ouvrages ou d'articles de référence ou si vous connaissez des sites web de qualité traitant du thème abordé ici, merci de compléter l'article en donnant les références utiles à sa vérifiabilité et en les liant à la section « Notes et références ».
Ubá est une ville du Minas Gerais au Brésil de 108 493 habitants.

## Maires
| Période | Période | Identité      | Étiquette | Qualité |
| ------- | ------- | ------------- | --------- | ------- |
| 2009    | 2012    | Vadinho Baião | PT        |         |

## Personnalités
- Le compositeur Ary Barroso
- Le chanteur Nelson Ned
- Le modèle Evandro Soldati